# Биографичен филм
Биографичните филми са филмов жанр, в който сюжетът следва биографията на действителна личност или на ключови нейни моменти. Те се отличават от останалите исторически филми с фокуса върху живота на отделен човек, а от документалните филми – с използването на драматургични похвати и художественото пресъздаване на темата.